# Нандрен
Нандрен (на френски: Nandrin) е селище в Югоизточна Белгия, окръг Юи на провинция Лиеж. Населението му е около 5500 души (2006).